# Olšanský potok (Žižkov)
Olšanský potok v Praze je zaniklý potok, který pramenil v žižkovské části Olšany a zásoboval ji vodou. Tekl podél Olšanské ulice, kde v prostoru křižovatky napájel několik rybníků. Rybníky byly později zavezeny a Olšanský potok byl sveden pod zem.

## Průběh toku
Potok pramenil na úpatí Židovských pecí, kde se v jeho prameništi nacházely tůňky a malé vodní plochy. Poté tekl napříč Olšany a napájel kaskádu rybníků. Hlavní zásobárnou obce byl velký Olšanský rybník, z něj voda tekla do malého Nesládkova rybníčku nazývaného podle majitele hostince (zde byl potok ukryt v zahradě zaniklé restaurace U Zeleného stromu) a poté vtekl do vodní plochy u bývalého mlýna na Bezovce ve svahu Vrchu svatého Kříže. Restaurace Bezovka byla údajně pojmenovaná podle bezových keřů rostoucích na břehu tohoto rybníka. Po zboření mlýna a výstavbě staré Bezovky byl rybník zvětšen; majitelé hostince údajně provozovali také půjčovnu lodiček. Z tohoto rybníka poté voda vytékala směrem dolů do Husovy ulice.
Bezovský rybník (na křižovatce Lupáčovy a Rokycanské ulice) byl zasypán kolem roku 1875 v rámci výstavby nové Bezovky, rybník u Nesládkovy ulice byl z hygienických důvodů zavezen v roce 1962 a Olšanský rybník zanikl roku 1973; na jeho místě byla postavena tenisová nafukovací hala.

## Mlýny
- Bezovka – zaniklý, přestavěný na hostinec